# Kabinett Hayes

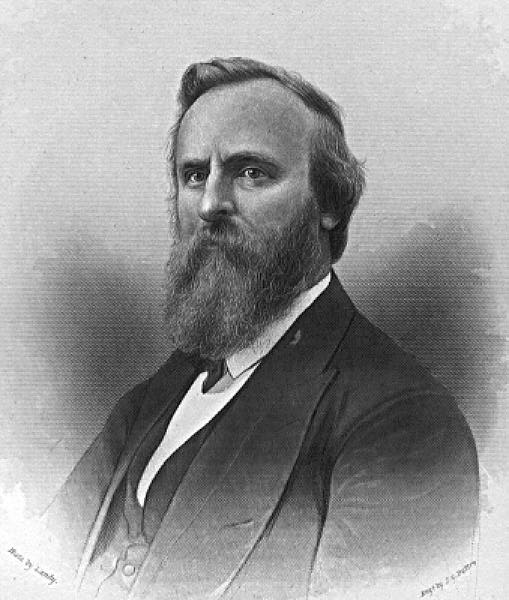
Rutherford B. Hayes, 19. Präsident der Vereinigten Staaten

Rutherford B. Hayes wurde nach einer der umstrittensten Wahlen in der Geschichte der Vereinigten Staaten am 4. März 1877 als US-Präsident vereidigt. Die Wahl im Vorjahr war ein Kopf-an-Kopf-Rennen des Republikaners Hayes mit dem demokratischen Präsidentschaftskandidaten Samuel J. Tilden und wurde von zahlreichen Unregelmäßigkeiten begleitet. Das Ringen um die entscheidenden Wahlmännerstimmen zog sich wochenlang hin, ehe der Kompromiss von 1877 beschlossen wurde, wonach die Demokraten Hayes als Präsident anerkannten, gleichzeitig aber Zugeständnisse für die politische Situation in den Südstaaten erhielten.
Hayes bewarb sich 1880 nicht um die Wiederwahl. Keiner seiner Minister gehörte dem nachfolgenden Kabinett Garfield an; Finanzminister John Sherman kehrte einige Jahre später als Außenminister im Kabinett McKinley in die US-Regierung zurück.

## Mehrheit im Kongress
| Präsident                         | Präsident               | Kongress | Haus | Haus    | Senat | Senat | Gesamt | Gesamt             |
| --------------------------------- | ----------------------- | -------- | ---- | ------- | ----- | ----- | ------ | ------------------ |
|                                   | Rutherford B. Hayes (R) | 45.      |      | 136/293 |       | 40/76 |        | Divided government |
| 46.                               | Rutherford B. Hayes (R) | 132/293  |      | 33/76   |       |       |        | Divided government |
| Quelle: Repräsentantenhaus, Senat |                         |          |      |         |       |       |        |                    |

## Das Kabinett
| Ressort / Amt                          | Amtsinhaber                | Partei | Partei           | Zeitraum  | Bild |
| -------------------------------------- | -------------------------- | ------ | ---------------- | --------- | ---- |
| Präsident der Vereinigten Staaten      | Rutherford Birchard Hayes  |        | Republikaner (R) | 1877–1881 |      |
| Vizepräsident der Vereinigten Staaten  | William Almon Wheeler      |        | R                | 1877–1881 |      |
| Ministerämter                          |                            |        |                  |           |      |
| Außenminister der Vereinigten Staaten  | William Maxwell Evarts     |        | R                | 1877–1881 |      |
| Finanzminister der Vereinigten Staaten | John Sherman               |        | R                | 1877–1881 |      |
| Kriegsminister der Vereinigten Staaten | George Washington McCrary  |        | R                | 1877–1879 |      |
| Kriegsminister der Vereinigten Staaten | Alexander Ramsey           |        | R                | 1879–1881 |      |
| Marineminister der Vereinigten Staaten | Richard Wigginton Thompson |        | R                | 1877–1880 |      |
| Marineminister der Vereinigten Staaten | Nathan Goff                |        | R                | 1881      |      |
| Justizminister der Vereinigten Staaten | Charles Devens             |        | R                | 1877–1881 |      |
| Postminister der Vereinigten Staaten   | David McKendree Key        |        | Demokrat (D)     | 1877–1880 |      |
| Postminister der Vereinigten Staaten   | Horace Maynard             |        | R                | 1880–1881 |      |
| Innenminister der Vereinigten Staaten  | Carl Schurz                |        | R                | 1877–1881 |      |